# Frolois
Frolois é uma comuna francesa na região administrativa de Grande Leste, no departamento de Meurthe-et-Moselle. Estende-se por uma área de 9,4 km². Em 2010 a comuna tinha 709 habitantes (densidade: 75,4 hab./km²).